# Batagur kachuga
Batagur kachuga (лат.) — вид пресноводных черепах рода Батагуры (Batagur) из семейства азиатские пресноводные черепахи.

## Описание
Может весить до 25 кг и иметь карапакс длиной до 56 сантиметров. Карапаксы самок вдвое длиннее, чему у самцов. В репродуктивный период хорошо выражен половой диморфизм — явление для черепах чрезвычайно редкое. В конце сезона дождей голова и шея самцов приобретают блестящую красную, жёлтую, белую и синюю окраску для ухаживания с шестью характерными ярко-красными полосами на макушке.
Голова средних размеров с тупой и умеренно выступающей мордой. Края челюстей зубчатые. Альвеолярные поверхности очень широкие, срединный гребень верхней челюсти несколько ближе к внешнему, чем к внутреннему краю. Ширина нижней челюсти у симфиза равна диаметру орбиты. На лапах есть широкие лентиподобные чешуйки, которые сверху окрашены в коричневый цвет, а снизу в желтоватый.

## Распространение и места обитания
Эта рептилия исторически была широко распространена в Центральном Непале, северо-восточной части Индии, Бангладеш, в основном в глубоководных пресноводных реках с наземными гнездовьями в водоразделе реки Ганг и, вероятно, на северо-западе Бирмы.
Часть Национального заповедника Чамбал на реке Чамбал получила умеренную защиту с 1979 года как единственная охраняемая речная экосистема Индии. Считается, что это одно из последних пригодных для жизни мест обитания этого вида, хотя даже здесь Batagur kachuga встречаются редко. Ежегодные исследования гнездования 2010-х годов показывают, что в дикой природе осталось менее 400 взрослых самок.

## Питание и образ жизни
Batagur kachuga кормятся исключительно водными растениями.
Они покидают воду для терморегуляции, чтобы греться на солнце на камнях, бревнах и отмелях.

## Размножение
Взрослые самки откладывают яйца в марте-апреле. Яйца 64-75 мм в длину и 38-46 мм в ширину. Размер кладки варьирует от 11 до 30 яиц.

## Угрозы
Batagur kachuga, вероятно, являются наиболее угрожаемыми пресноводными черепахами в Индии. Их популяция в настоящее время резко сокращается из-за браконьерства ради мяса и панцирей, случайный утоплений в сетях, загрязнения воды, гидроэнергетических проектов в области инфраструктуры, разрушения местообитаний ради добычи песка и шакалов, поедающих их кладки.

## Охрана
С 2004 года Batagur kachuga размножается в неволе в Madras Crocodile Bank Trust. Всего за 2009 год было отложено 132 яйца с общей жизнеспособностью 69 %. Из этих яиц было получено 75 черепашат, из которых 24 молодых черепахи были отправлены в Уттар-Прадеш для выпуска на волю в 2007 году.
С 2006 года Программа заповедников на реке Чамбал от Turtle Survival Alliance — Индия реализует проекты по защите гнезд, сбору и инкубации яиц, подращиванию черепашат до 1 килограмма и возраста около 4 лет и выпуску их в природную среду. Было обследовано на более 400 км реки, чтобы определить места гнездования, плотность гнездования, процент разорения гнезд хищниками и антропогенное давление на черепах.